# Santa Cecília de Cos
Santa Cecília de Cos, o de Coç (Sainte Cécile de Cos, en francès), va ser l'església parroquial del poble, ara desaparegut, de Cos, situat a l'actual terme de la comuna del Tec, a la comarca del Vallespir (Catalunya del Nord).
Està situada a migdia de l'antic poble de Cos, al sector est del terme del Tec, al nord-est del poble de Cos, a prop de la carretera que mena a Montferrer, a prop a llevant del Mas de Santa Cecília.

## Història

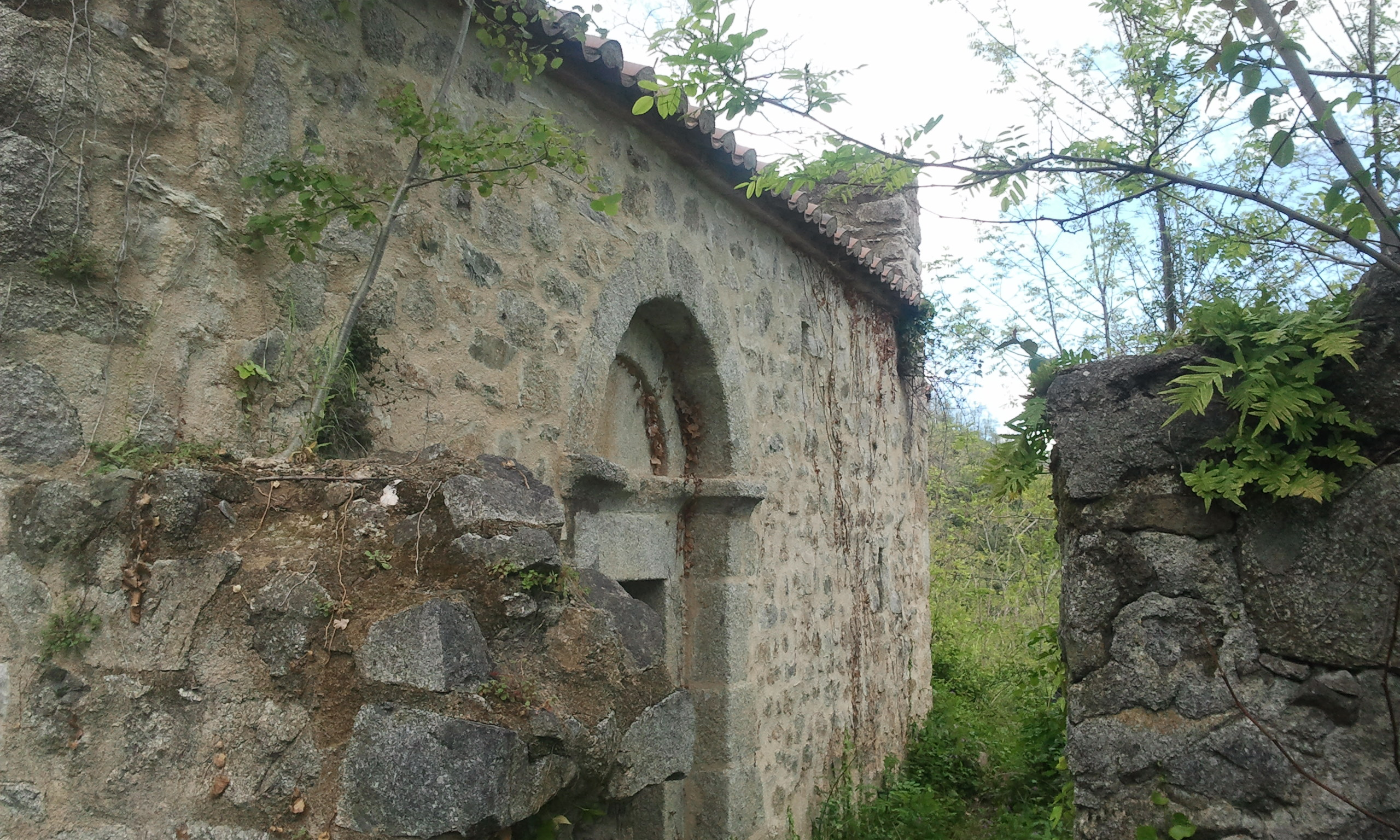
Façana meridional de l'església

El 881, Carloman II reconegué a Sunifred abat de Santa Maria d'Arles la possessió de la Cel·la de Cotso. Sembla que al lloc s'hi havia bastit un refugi (la cel·la) amb una capella dedicada a Santa Maria, per al servei dels pelegrins que feien el camí que procedia de Sant Guillem de Combret, per una banda, i passant per Nostra Senyora de Coral i Santa Margarida de Colldares baixava fins a Camprodon, per l'altra, per acabar dirigint-se a Sant Jaume de Galícia. Després d'un temps d'augment lent de la popularitat del lloc, el segle xii va ser d'una certa prosperitat, i hom reformà considerablement l'església (la capella original esdevingué l'absis de la nova). Fou consagrada de nou el 1158 per Ramon, abat d'Arles, que la rededicà a santa Cecília.
En pertànyer el lloc a l'abadia d'Arles, l'autoritat senyorial requeia en l'abat i, per extensió, en el rector que tingués cura de la parròquia. Aquesta acumulació de poder espiritual i temporal hauria estat clau en la subsistència del poblet, i quan la unió de poders s'interrompé, començà la decadència del nucli. A començaments del segle xix (tal vegada a ran de la Guerra del Francès) gent procedent de la banda sud de la frontera envaïren l'Alt Vallespir i calaren foc a l'església, que ja mai més no fou lloc de culte. Als anys 80 uns voluntaris -entre els quals l'historiador Pere Ponsich- investigaren el lloc i maldaren per salvar el que hi fos d'interès. Les restes de la capella són actualment mantingudes pel poble veí de Montferrer.

## Característiques

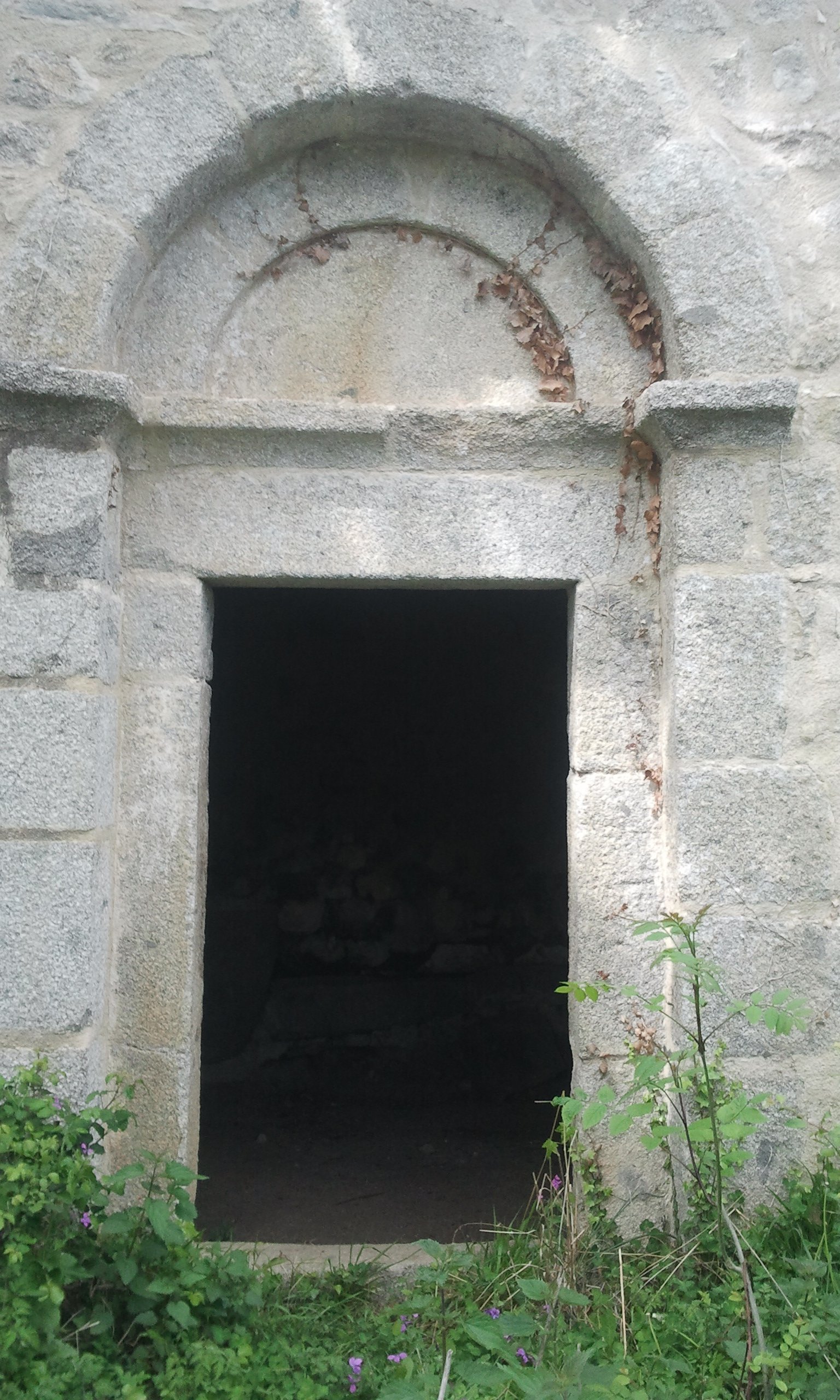
Portalada, a la façana meridional

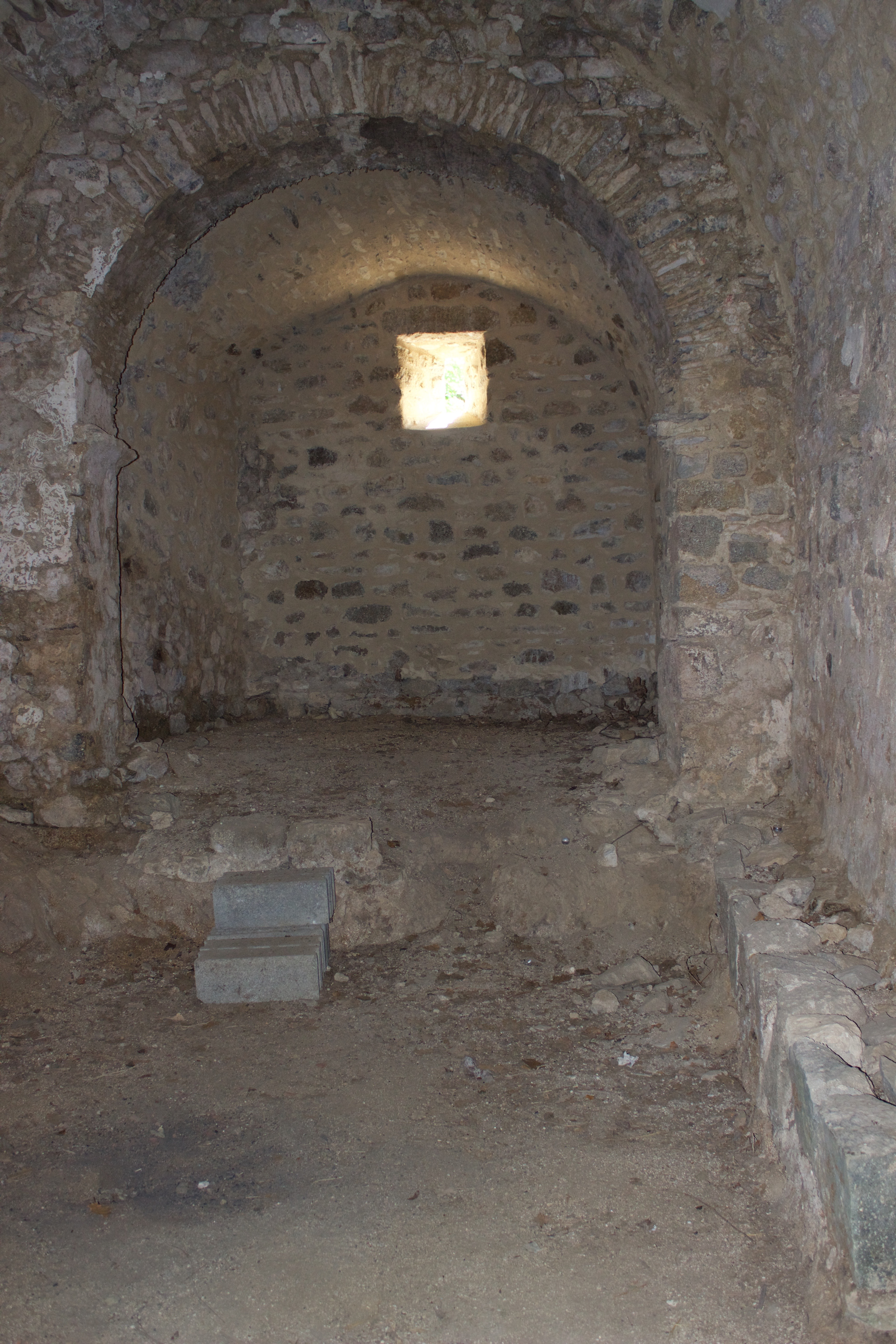
Interior, nau, arc triomfal i absis

És una petita església d'una sola nau amb absis trapezoïdal a llevant. La volta, que estava esfondrada, ha estat del tot reconstruïda per voluntaris vallespirencs i rossellonesos, sobretot de Montferrer. L'absis, que havia arribat a estar molt enrunat, és un absis preromànic arquetípic; se'n conservava el mur de tramuntana quasi sencer, que mostrava l'arrencada de la volta de l'absis, de canó o poc ultrapassada.
La unió entre l'absis i la nau mostra un arc triomfal sobre pilars adossats, escanyat damunt de les impostes, de forma que insinua una forma de ferradura. La nau era coberta amb volta, que també es conservava fragmentàriament abans de la reconstrucció.
La porta és a la façana meridional, amb dos arcs en degradació i amb dovelles curtes i amples, ben tallades. Té llinda i timpà llisos, amb una simple motllura.
La construcció, de blocs de pedra simplement trencats, disposats amb regularitat, contrasta amb l'absis, molt més primitiu. Aquesta darrera part remet a una construcció del segle ix, mentre que la nau és ja del segle x o començaments de l'XI. La portalada, d'altra banda, sembla correspondre a la consagració del 1159.
A l'interior es conserva una pica baptismal de granit, de forma oval, amb un relleu molt desgastat, probablement romànica.